# Pastirica
Ledenik Pastirica (nemško Pasterze) je s približno 8 km dolžine največji ledenik v Avstriji in najdaljši v Vzhodnih Alpah. Nahaja se ob vznožju Velikega Kleka v najvišjem delu doline Mölltal (Pasterzenboden) in je izvir reke Möll. Od leta 1856 se je njegova površina ki presega 30 km² skoraj prepolovila. Tako kot večina avstrijskih ledenikov se njegova dolžina že več let zmanjšuje, v zadnjih letih za okoli 50 metrov na leto. V letih 2014/15 se je ledeni masiv zmanjšal za 54,4 m, leta 2020 pa za 52,5 m. V 30 letih bi lahko ledeniški jezik izginil. Po napovedih iz septembra 2023 naj bi se ledeniški jezik odtrgal v 1-2 letih.

## Lokacija in pokrajina
Najvišja točka je Johannisberg na 3453 m nadmorske višine. Tam se nahaja najvišje ledeniško območje Pasterzenboden, napajalno območje ledenika, ki se v dolini preko Hufeisenbruch združuje z dejanskim ledenikom Pastirica. Spodnja točka leži na nadmorski višini približno 2100 m. Jezik se konča nekaj sto metrov pred jezerom Sandersee. Voda iz ledenika Pastirice napaja rezervoar Margaritze, ki leži pod hišo Glocknerhaus.
Od Franz-Josefs-Höhe na visokogorski alpski cesti Großglockner vodi tirna vzpenjača do mesta, kjer je se je ob odprtju vzpenjače leta 1963 nahajal rob ledenika. Medtem se je Pastirice pod dolinsko postajo tako močno stopil, da od tam do ledeniškega jezika vodi približno 2 km dolga planinska pot. Poleg tega ledenik vsako leto izgubi 10 metrov debeline, kar pomeni, da se pohodniška pot od ledeniške železnice do Pastirice nenehno podaljšuje.
Na območju Pastirice so nahajajo gorski vrhovi Hoher, Mittlerer in Kleiner Burgstall, Spielmann, Racherin in Johannisberg. Ta imena so povezana z legendo o nastanku Pastirice, po kateri naj bi vas zaradi ogorčenja prebivalcev okamenela.

## Glaciologija
Najdbe lesa in šote, ki jih je sproščal ledenik med letoma 2009 in 2010, kažejo, da je bilo na območju današnjega ledenika Pastirica v obdobju 5000 do 1500 let pred našim štetjem močvirsko rastlinje in pašniki. Z analizo Univerze v Innsbrucku je bilo mogoče odkriti cvetni prah trav in encijana. Koprofilne glive (gnojnice) dokazujejo, da so se pašne površine uporabljale za živinorejo. Kos lesa, ki ga je analizirala Univerza v Gradcu, pripada švicarskemu boru z 200-letnimi obroči, ki je tam lahko rasel pred 7000 leti (v postglacialni topli fazi).

### Slike spreminjanja ledenika (izbor)
- Pastirica 27. julija 2005
- Pastirica 10. septembra 2006, Kleiner Burgstall in Hufeisenbruch
- Pastirica 13. avgusta 2012
- Pastirica 30. oktobra 2021
- Lijak v jeziku ledenika, oktober 2021

### Ukrepanje
5. septembra 2023 je nevladna organizacija Varujmo naše zime (angleško Protect Our Winters oz. POW) z duhovnikom in župnikom obhajala »pogreb« ledenika, med katerim so nosili oziroma vozili krsto iz ledu. S tem so opozorili, da bo največji avstrijski ledenik zaradi podnebnih sprememb izgubil svoj jezik prej, kot je bilo pričakovano. Po nekaterih napovedih naj bi se ledeniški jezik odtrgal že leta 2024/25. Poleg tega ledenik vsako leto izgubi tudi 10 metrov debeline. Od leta 1856 se je površina ledenika, ki meri več kot 30 km², skoraj prepolovila.

## Ime
Ime Pastirice se nanaša na območje, primerno za pašo živine. (Primerjaj latinsko pastor s slovensko pastir in slovensko pastirica z »nekaj, kar pripada pastirju.«) Vsaj do 19. stoletja. so ga uporabljali kot toponim za večje planšarsko območje na vrhu zgornje doline Möll. Sorodnost z imenom za deročo gorsko reko v slovanskih jezikih bystrica, ki je bilo kot toponim prevzeto v nemški "Feistritz", madžarski "Beszterce" in v romunski »Bistrița« si je pomensko težko predstavljati.